# Hypena metaleuca
Hypena metaleuca är en fjärilsart som beskrevs av M.Gaede. Hypena metaleuca ingår i släktet Hypena och familjen nattflyn. Inga underarter finns listade i Catalogue of Life.